# Petar på döda saker med pinnar
Petar på döda saker med pinnar är ett musikalbum av Organism 12, släppt den 8 mars 2004 på skivbolaget JuJu Records.

## Låtförteckning
1. Maskrosbarn
2. Den fulaste mannen i världen
3. Sångfågel
4. Katter & hundar (feat. Pst/Q)
5. Veritas
6. Utvandraren
7. 1000 alper
8. Lite ull blir det (feat. Peshi)
9. Flugan i soppan
10. Diamanttårar
11. Bu eller bä
12. Kaffe & ont blod
13. Får jag lov? (feat. Chords)
14. De sista orden